# 龙镇农场
龙镇农场是一个位于中华人民共和国黑龙江省黑河市五大连池市的农场，亦是黑龙江省农垦北安管理局所属的一个农场。
龙镇农场地处小兴安岭南麓，土地面积70.8万亩，其中耕地33.5万亩。总人口1.5万人。

## 行政区划
龙镇农场下辖以下单位：
龙镇场直社区、龙镇农场第一管理区、龙镇农场第二管理区、龙镇农场第三管理区、龙镇农场第四管理区、龙镇农场第五管理区和龙镇农场第六管理区。